# مونته روبرتو
مونته روبرتو (به ایتالیایی: Monte Roberto) یک کومونه در ایتالیا است که در استان آنکونا واقع شده‌است.

## خصوصیات
مونته روبرتو ۱۳٫۵ کیلومترمربع مساحت و ۲٬۶۳۷ نفر جمعیت دارد.